# 모두의 철도
모두의 철도(일본어: みんなの鉄道, みんなのてつどう)는 후지 TV가 2004년부터 2008년까지 4년간 제작하고 후지 TV 739, 후지 TV CSHD에서 방송된 철도 정보 프로그램이다.
이 문서에서는 2009년부터 방송을 시작한 해당 프로그램의 속편인 『신(新)・모두의 철도』에 관해서도 설명한다.

## 모두의 철도

### 개요
2004년 4월 12일부터 방송을 시작했으며 2008년 9월 12일에 9월 4일 방송분을 재방송해서 종영되었다. 총 85회를 했다.
예전의 철도 프로그램은 선로를 따라서 있는 관광지등의 여정을 즐기는 것이 대부분이었지만 '모두의 철도'는 선전 문구로 『일본에서 유일한 본격 철도 프로그램』을 내걸고 고정 카메라에 의한 정면・측면의 풍광 외에도 운전석에 오르는 영상, 차량기지에서 하는 점검, 시발점이나 종점에서 하는 승무원 점호, 철로 보호의 상태 등 철도 노선 그것에 스포트라이트를 비치고 있다.
일반방송이 종영된 후에도 재방송이나 프로그램을 계속하자는 목소리가 잇따르자 2009년 11월부터 '모두의 철도 리턴'로 명하고 제1회 방송분부터 후지 TV ONE・TWO에서 재방송을 시작했다. 프로그램 내용에 변경은 없지만 HD로 바뀌어서 화면 크기가 16:9의 SD방송이 되었으므로 CS튜너가 높은 버전으로 대응되면 첫 방송 때보다 높아진 화질로 영상을 즐길 수 있다.

### 방송 채널
방송 종료 당시에 프로그램을 방송한 채널
후지 TV 739(2006년 4월부터 함. 또 신작 방송 시에는 같은해 6월부터.)
후지 TV CSHD(2008년 4월부터 함. 신작 방송 및 재방송은 과거 회차부터 랜덤 방송. 후지 TV 739와 동시 방송도 했다.)
위 2 채널(2009년 4월 1일부터 후지 TV ONE, 후지 TV NEXT로 변경)은 앙코르로 과거에 방송한 것(주로 첫회 방송이 2007년 이후의 것들)의 재방송을 실시했다.
영상은 일부 삭제되고 HDTV로 촬영되었지만 후지 TV 739에서는 레터박스 영상의 상하 흑막 부분에 타이틀로고, 노선명을 추가하고 4:3 사이즈로 방송했다. 당시 실제 고화질 영상은 후지 TV CSHD에서 시청 가능하였다.
과거에 방송되었던 채널
후지 TV 721(2006년 3월 까지)
스카챤! 하이비전(2006년 7월 11일부터 재방송 보내며 시작. 다만 2006년 9월 11일 이후 방송회수가 급격히 줄어들었다.

### 방송시간(방송 종료 당시)
- 후지 TV 739 - 목요일 24시 00분~1시 00분(금요일 0시 00분~1시 00분)등

### 방송된 노선
| 방송회차 | 노선명                                  | 철도회사명          | 방송된 구간                      | 소개된 차량       | 첫회 방송일      | 비고                                                                                              |
| -------- | --------------------------------------- | ------------------- | -------------------------------- | ----------------- | ---------------- | ------------------------------------------------------------------------------------------------- |
| 1        | 소야 본선                               | JR 홋카이도         |                                  |                   | 2004년 4월 12일  |                                                                                                   |
| 2        | 센모 본선                               | JR 홋카이도         |                                  |                   | 2004년 4월 26일  |                                                                                                   |
| 3        | 에노시마 전철선                         |                     |                                  |                   | 2004년 5월 17일  |                                                                                                   |
| 4        | 히타치 전철                             |                     |                                  |                   | 2004년 5월 31일  | 방송 후 운행 중단(2005년 3월 31일)                                                                |
| 5        | 규슈 신칸센                             | JR 규슈             |                                  |                   | 2004년 6월 14일  |                                                                                                   |
| 6        | 미나미아소 철도 다카모리선              |                     |                                  |                   | 2004년 6월 28일  |                                                                                                   |
| 7        | 반에쓰사이선                            | JR동일본            | 니가타 ~ 니이쓰 ~ 아이즈와카마쓰 | 반에쓰 모노가타리 | 2004년 7월 12일  | '반에쓰 모노가타리'의 운행구간.                                                                   |
| 8        | 이즈큐코 선                             |                     |                                  |                   | 2004년 7월 26일  |                                                                                                   |
| 9        | 고토히라 선                             |                     |                                  |                   | 2004년 8월 23일  |                                                                                                   |
| 10       | 요산선                                  | JR 시코쿠           |                                  |                   | 2004년 9월 6일   |                                                                                                   |
| 11       | 오이가와 철도 오이가와 본선             |                     |                                  |                   | 2004년 10월 11일 |                                                                                                   |
| 12       | 오이가와 철도 이카와 선                 |                     |                                  |                   | 2004년 10월 25일 |                                                                                                   |
| 13       | 호쿠리쿠 본선                           | JR 서일본           |                                  |                   | 2004년 11월 8일  |                                                                                                   |
| 14       | 노도 철도 노도 선                       |                     |                                  |                   | 2004년 11월 22일 | 방송 후 운행 중단(2005년 3월 31일)                                                                |
| 15       | 하코네 토잔 철도 테츠도 선              |                     |                                  |                   | 2004년 12월 6일  |                                                                                                   |
| 16       | 오사카 순환선                           | JR 서일본           |                                  |                   | 2005년 1월 10일  |                                                                                                   |
| 17       | 모카 철도 모카 선                       |                     |                                  |                   | 2005년 1월 24일  |                                                                                                   |
| 18       | 조시 전기 철도 조시 전기 철도선         |                     |                                  |                   | 2005년 2월 7일   |                                                                                                   |
| 19       | 고난 철도 고난 선                       |                     |                                  |                   | 2005년 2월 21일  |                                                                                                   |
| 20       | 하코다테 시 교통국                      | 하코다테 시 교통국  |                                  |                   | 2005년 3월 7일   | '전역 Collection'(全駅Collection) 대신에 '광고전차 Collection'(広告電車Collection)을 방송.        |
| 21       | 후루사토긴카 선                         |                     |                                  |                   | 2005년 4월 11일  | 방송 후 운행 중단(2006년 4월 20일)                                                                |
| 22       | 세키호쿠 본선                           | JR 홋카이도         |                                  |                   | 2005년 4월 25일  |                                                                                                   |
| 23       | 이치바 전차 기타마쓰에 선               | 이치바 전차         |                                  |                   | 2005년 5월 9일   |                                                                                                   |
| 24       | 야마구치 선                             | JR 서일본           |                                  |                   | 2005년 5월 23일  |                                                                                                   |
| 25       | 구리하라 전원 철도 선                   |                     |                                  |                   | 2005년 6월 6일   | 방송 후 운행 중단(2007년 3월 31일)                                                                |
| 26       | 아키타 내륙선                           |                     |                                  |                   | 2005년 6월 20일  |                                                                                                   |
| 27       | 이다선                                  | JR 도카이           |                                  |                   | 2005년 7월 4일   |                                                                                                   |
| 28       | 산기 철도 산기 선                       |                     |                                  |                   | 2005년 7월 18일  |                                                                                                   |
| 29       | 도야마 지방 철도 본선                   |                     |                                  |                   | 2005년 8월 1일   |                                                                                                   |
| 30       | 구로베 협곡 철도                        |                     |                                  |                   | 2005년 8월 29일  |                                                                                                   |
| 31       | 호히 본선                               | JR 규슈             |                                  |                   | 2005년 10월 17일 |                                                                                                   |
| 32       | 후쿠이 철도 후쿠부 선                   |                     |                                  |                   | 2005년 10월 31일 |                                                                                                   |
| 33       | 시마바라 철도 시마바라 철도 선          |                     |                                  |                   | 2005년 11월 14일 | 방송 후 시마바라 가이코 ~ 카즈사 구간 운행 중단(2008년 4월 1일)                                   |
| 34       | 산인 본선                               | JR 서일본           | 교토 ~ 카스미                    |                   | 2005년11월 28일  |                                                                                                   |
| 35       | 산인 본선                               | JR 서일본           | 카스미 ~ 하타부                  |                   | 2005년 12월 9일  |                                                                                                   |
| 36       | 후쿠오카 철도 후쿠오카 선               |                     |                                  |                   | 2006년 1월 6일   | 방송 후 운행 중단(2006년 11월 30일)                                                               |
| 37       | 가시마 철도 가시마 철도 선              |                     |                                  |                   | 2006년 1월 23일  | 방송 후 운행 중단(2007년3월 31일)                                                                 |
| 38       | 조모 전기 철도 조모 선                  |                     |                                  |                   | 2006년 2월 6일   |                                                                                                   |
| 39       | 도야마 항선                             | JR 서일본           |                                  |                   | 2006년2월 20일   | 방송 후 도야마 라이트 레일로 전환 (2006년2월 28일 운행 중단・같은 해4월 29일전환).                |
| 40       | 케이항 전기 철도 이시야마사카모토선     |                     |                                  |                   | 2006년 3월 6일   |                                                                                                   |
| 41       | 야마노테 선                             | JR 동일본           |                                  |                   | 2006년 6월 15일  |                                                                                                   |
| 42       | 쇼난 신주쿠 라인                        | JR 동일본           |                                  |                   | 2006년 6월 29일  |                                                                                                   |
| 43       | 고노 선                                 | JR 동일본           |                                  |                   | 2006년 7월 13일  |                                                                                                   |
| 44       | 후라노 선                               | JR 홋카이도         |                                  |                   | 2006년 8월 10일  |                                                                                                   |
| 45       | 우치보 선                               | JR 동일본           |                                  |                   | 2006년 8월 24일  |                                                                                                   |
| 46       | 주오 동선                               | JR 동일본           |                                  |                   | 2006년 9월 7일   |                                                                                                   |
| 47       | 이와이즈미 선                           | JR 동일본           |                                  |                   | 2006년 9월 21일  |                                                                                                   |
| 48       | 지치부 철도 지치부 본선                 |                     |                                  |                   | 2006년 10월 5일  |                                                                                                   |
| 49       | 산요 신칸센                             | JR 서일본           | 신오사카 ~ 오카야마              |                   | 2006년 10월 19일 |                                                                                                   |
| 50       | 산요 신칸센                             | JR 서일본           | 오카야마 ~ 하카타 ~ 하카타미나미 |                   | 2006년 11월 2일  |                                                                                                   |
| 51       | 지즈 급행 지즈 선                       |                     |                                  |                   | 2006년 11월 16일 |                                                                                                   |
| 52       | 기타킹키탕고 철도 미야즈 선             |                     |                                  |                   | 2006년 11월 23일 |                                                                                                   |
| 53       | 도쿄 급행 전철 도요코 선                |                     |                                  |                   | 2006년 12월 14일 |                                                                                                   |
| 54       | 게이힌 급행 전철 본선                   |                     |                                  |                   | 2007년 1월 18일  |                                                                                                   |
| 55       | 난카이 전기 철도 코야 선                |                     |                                  |                   | 2007년 2월 1일   |                                                                                                   |
| 56       | 한신 급행 고베 본선                     |                     |                                  |                   | 2007년 2월 15일  | 차량을 빌려서 촬영함.                                                                             |
| 57       | 수도권 신도시 철도 쓰쿠바 익스프레스 선 |                     |                                  |                   | 2007년3월 1일    |                                                                                                   |
| 58       | 게이세이 전철 본선                      |                     |                                  |                   | 2007년 3월 15일  |                                                                                                   |
| 59       | 삿포로 시 교통국 삿포로 시 전철         |                     |                                  |                   | 2007년 4월 19일  | '전역 Collection'(全駅Collection) 대신에 '래핑 전차 Collection'(ラッピング電車Collection)을 방송. |
| 60       | 오키나와 도시 모노레일 선               |                     |                                  |                   | 2007년 5월 3일   |                                                                                                   |
| 61       | 마쓰우라 철도 니시규슈 선               |                     |                                  |                   | 2007년 5월 17일  |                                                                                                   |
| 62       | 네무로 본선                             | JR 홋카이도         | 다키카와 ~ 오비히로              |                   | 2007년5월 31일   |                                                                                                   |
| 63       | 네무로 본선                             | JR 홋카이도         | 오비히로 ~ 네무로                |                   | 2007년 6월 14일  |                                                                                                   |
| 64       | 이부수키마쿠라자키 선                   | JR 규슈             |                                  |                   | 2007년 6월 28일  |                                                                                                   |
| 65       | 고미 선                                 | JR 동일본           |                                  |                   | 2007년 7월 12일  |                                                                                                   |
| 66       | 아가쓰마 선                             | JR 동일본           |                                  |                   | 2007년 7월 26일  |                                                                                                   |
| 67       | 아케치 철도 아케치 선                   |                     |                                  |                   | 2007년 8월 23일  |                                                                                                   |
| 68       | 도쿄 도 교통국 노면전차 아라카와 선     |                     |                                  |                   | 2007년 9월 6일   | 차량을 빌려서 촬영함.                                                                             |
| 69       | 요도 선                                 | JR 시코쿠           |                                  |                   | 2007년 10월 11일 |                                                                                                   |
| 70       | 도사쿠로시오 철도 아사 선               |                     |                                  |                   | 2007년 10월 25일 |                                                                                                   |
| 71       | 히사쓰 선                               | JR 규슈             |                                  |                   | 2007년 12월 6일  |                                                                                                   |
| 72       | 구레선                                  | JR 서일본           |                                  |                   | 2008년 1월 10일  |                                                                                                   |
| 73       | 사가노 관광 철도 사가노 관광 선         |                     |                                  |                   | 2008년 1월 25일  |                                                                                                   |
| 74       | 에이잔 전철 쿠라마 선                   |                     |                                  |                   | 2008년 2월 7일   |                                                                                                   |
| 75       | 기스키 선                               | JR 서일본           |                                  |                   | 2008년 2월 21일  |                                                                                                   |
| 76       | 긴키 닛폰 철도                          |                     | 오사카 난바 ~ 긴테쓰나고야       | 어반라이너        | 2008년 4월 10일  |                                                                                                   |
| 77       | 나고야 본선                             |                     |                                  |                   | 2008년 4월 24일  |                                                                                                   |
| 78       | 구마모토 전기 철도 키쿠치 선            | 구마모토 전기 철도  |                                  |                   | 2008년 5월 8일   |                                                                                                   |
| 79       | 나가사키 본선                           | JR 규슈             |                                  |                   | 2008년 5월 22일  |                                                                                                   |
| 80       | 고세이 선                               | JR 서일본           |                                  |                   | 2008년 6월 5일   |                                                                                                   |
| 81       | 하쿠비 선                               | JR 서일본           |                                  |                   | 2008년 6월 19일  |                                                                                                   |
| 82       | 나가노 전철 나가노 선                   | 나가노 전철         |                                  |                   | 2008년 7월 3일   |                                                                                                   |
| 83       | 오이토 선                               | JR동일본, JR 서일본 |                                  |                   | 2008년 7월 17일  |                                                                                                   |
| 84       | 국토교통성 다테야마 사방 공사 전용 궤도 |                     |                                  |                   | 2008년 8월 21일  | 일반적으로 여객 영업을 하지 않는 노선.                                                            |
| 85       | 오다큐 전철 오다와라 선                 |                     |                                  |                   | 2008년 9월 4일   |                                                                                                   |

### 스페셜 방송
평소의 방송과 같은 경우에는 노선의 매력을 전하려는 컨셉으로 방송했었지만 스페셜판에서는 노선이 아닌 차량에 스포트라이트를 비추고 있다.
| 방송 회차 | 제목                           | 철도 회사명 | 소개 차량 | 첫 회 방송일    | 비고                                            |
| --------- | ------------------------------ | ----------- | --------- | --------------- | ----------------------------------------------- |
| SP1       | 신칸센 레일 스타 700계 해체 SP | JR 서일본   |           | 2005년 4월 10일 | 700계 전동차의 전선검사(全般検査)의 모습을 소개 |
| SP2       | 최신 신칸센N-700 철저 해부     | JR 도카이   |           | 2007년 6월 17일 | N700계 전동차의 차량 제조 과정을 소개           |

### DVD
2006년 9월 20일에 DVD를 발매했다. 요청이 많았던 인기 노선을 수록하고 있다. 특전으로 '철도기념 스탬프'가 들어있다. (각 4,515엔)
발매된 제목
- 신칸센 해설 신서 (新幹線解体新書)
- 오이가와 철도 (大井川鉄道)
- 에노시마 전철&하코네 등반 철도(江ノ電&箱根登山鉄道)
- 호히 본선 (豊肥本線)

### 나레이션
- 사카이 마사유키 (당시 후지 TV 아나운서이며 아나운서실장. 철도 팬으로도 알려져 있음.)
- 밑에 표시된 회에서는 나레이션 뿐만 아니라 영상에도 출연 함.
  - 2007년 6월 17일 방송 '최신 신칸센 N-700 철저해부!' N700계 시승회
  - 2008년 7월 17일 방송 '오이토 선' JR 서일본 구간(미나미오타리 ~ 이토이가와) 승차와 이토이가와역의 아카렌가소코(赤レンガ車庫, 빨간벽돌창고) 관람
  - 2008년 8월 21일 방송 '국토교통성 다테야마 사방 공사 전용 궤도' 전구간 승차와 시라이와 사방 둑 가기.

### 음악
BGM은 철도 팬이기도 한 키시다 시게루의 소속 그룹인 쿠루리의 노래를 쓰고 있다. 또한 2009년 7월 이후로는 예전에 하우스식품이랑 타이호 약품 공업의 CM송으로 사용되었던 것도 쓰고 있다.
오프닝
로큰롤
다음 회 예고 및 프로그램 선전 CM송으로도 사용
엔딩
하이웨이
- 이 외에도 차랑 소개랑 역 소개 할 때의 BGM으로 '장미꽃(ばらの花)', '빨간 전차(赤い電車)', '월드 엔즈 슈퍼노바(ワールズエンドスーパーノヴァ)'등 쿠루리의 여러 음악을 사용했다.

## 신・모두의 철도
틀:진행 중 문단

### 개요
2009년 4월 8일부터 방송을 시작했다. 프로그램 구성 및 내용은 기본적으로 전 프로그램이었던 '모두의 철도'를 토대로 했지만 '모두의 철도' 제 3시리즈로 사실상 중단되었던 '전역 Collection(全駅Collection)'을 부활시켰다.

### 방송 채널
후지 TV ONE
- '모두의 철도'는 2주 사이클로 진행되었지만 이 프로그램은 현재 1개월 사이클로 진행되고 있다.

2009년 4월 1일부터 스카파!e2에 대해서 후지 TV ONE・TWO의 모든 프로그램이 16:9 풀사이즈의 SD 방송(채널 자체는 HD 제작)이 되었던 것처럼 이번 프로그램도 16:9의 SD 방송으로 방송한다.

### 방송시간
수요일 18시 00분 ~ 19시 00분
금요일 15시 00분 ~ 16시 00분
- 기본적으로 매월 둘째 주 수요일에 첫 회 방송을 한 다음, 다음 달 첫째 수요일까지는 재방송을 한다.
- 2009년 11월부터 방송시간이 수요일은 18시 00분 ~ 19시 00분으로 변경되었다.
- 2009년 10월은 도카이도 본선 (도쿄 ~ 아타미･JR 동일본)의 재방송을 실시 하지 않고 '모두의 철도'의 재방송을 실시했다. 또 원래대로라면 신작 첫 회 방송일인 2009년 12월 2일에는 신작이 아닌 지지난 달에 방송한 도카이도 본선 (도쿄 ~ 아타미･JR 동일본)의 재방송을 실시했다.

### 방송된 노선
| 방송회차 | 노선명              | 철도회사명       | 방송된 구간         | 소개된 차량 | 첫회 방송일     | 비고                                                                             |
| -------- | ------------------- | ---------------- | ------------------- | ----------- | --------------- | -------------------------------------------------------------------------------- |
| 1        | 시나노 철도선       | 시나노 철도      |                     |             | 2009년 4월 8일  |                                                                                  |
| 2        | 우에다 전철 벳쇼선  | 우에다 전철      |                     |             | 2009년 5월 6일  |                                                                                  |
| 3        | 쓰가루 철도 선      | 쓰가루 철도      |                     |             | 2009년 6월 3일  |                                                                                  |
| 4        | 토와다 관광 전철 선 | 토와다 관광 전철 |                     |             | 2009년 7월 1일  | 프로그램 후반에 난부쥬칸 철도 선의 '레일버스' 이벤트 운행의 규모 등을 방송 했다. |
| 5        | 기세이 본선         | JR 도카이        | 가메야마 ~ 신구     |             | 2009년 8월 5일  |                                                                                  |
| 6        | 기세이 본선         | JR 서일본        | 신구 ~ 와카야마 시  |             | 2009년 9월 2일  |                                                                                  |
| 7        | 도카이도 본선       | JR 동일본        | 도쿄 ~ 아타미       |             | 2009년 10월 7일 |                                                                                  |
| 8        | 도카이도 본선       | JR 도카이        | 아타미 ~ 도요하시   |             | 2009년 11월 4일 |                                                                                  |
| 9        | 도카이도 본선       | JR 도카이        | 도요하시 ~ 마이바라 |             | 2009년 12월 9일 |                                                                                  |
| 10       | 도카이도 본선       | JR 서일본        | 마이바라 ~ 고베     |             | 2010년 1월 13일 |                                                                                  |
| 11       | 키시가와 선         | 와카야마 전철    |                     |             | 2010년 2월 10일 |                                                                                  |
| 12       | 사카이 선           | JR 서일본        |                     | 키하 40계   | 2010년 4월 24일 |                                                                                  |
|          |                     |                  |                     |             |                 |                                                                                  |
|          |                     |                  |                     |             |                 |                                                                                  |
|          |                     |                  |                     |             |                 |                                                                                  |
|          |                     |                  |                     |             |                 |                                                                                  |
|          |                     |                  |                     |             |                 |                                                                                  |

## 제작협력에 대해서
- 프로그램 제작에는 소개된 철도 회사(JR 노선에서는 일부 관련 회사도 포함)만 협력하고 있지만 '모두의 철도' 프로그램 시작 당초에는 코유샤도 제작협력에 힘을 더했고 '모두의 철도' 산기 철도 산기 선 편에서는 화물 수송을 위탁하고 있는 타이헤이요 시멘트 후지와라 공장이, '신(新)・모두의 철도' 토와다 관광 전철 토와다 관광 전철 선 편에서는 '난부쥬칸 레일버스 애호회' 제작에 협력했다.